# Ferrières-lès-Ray
Ferrières-lès-Ray település Franciaországban, Haute-Saône megyében. Lakosainak száma 39 fő (2022. január 1.). Ferrières-lès-Ray Tincey-et-Pontrebeau, Ray-sur-Saône, Recologne és Vellexon-Queutrey-et-Vaudey községekkel határos.

## Népesség
A település népességének változása:
| Lakosok száma | 36   | 35   | 33   | 34   | 35   | 36   | 37   | 39   |
|               | 2013 | 2015 | 2017 | 2018 | 2019 | 2020 | 2021 | 2022 |